# Royal Hill Cairns
Die drei Royal Hill Cairns liegen an den Hängen des Royal Hill, südöstlich von Princetown im County Devon in England.
Der besterhaltene ist Cairn 3 mit seinem fast vollständigen Randsteinkreis.
Cairn 4 ist ein runder Cairn von etwa 6,0 m Durchmesser mit mehreren erhaltenen Randsteinen. In der Mitte liegt eine große Steinkiste von etwa 1,0 × 1,0 m, deren Deckstein an den Rand verschoben ist.
Cairn 5 liegt etwa 100 Meter nördlich von Cairn 4. Der weitgehend ausgegangene kleine Cairn hat einen kompletten Steinring von etwa 3,0 m Durchmesser um eine zentrale Kiste. Die rechteckige Steinkiste misst etwa 1,5 × 0,5 Meter, wobei die großen Seitenplatten nach innen gefallen sind und der Deckstein fehlt.

Royal Hill Cairns
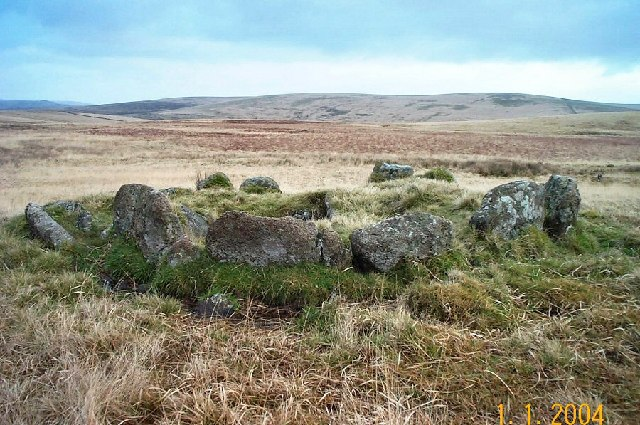
Cairn 3
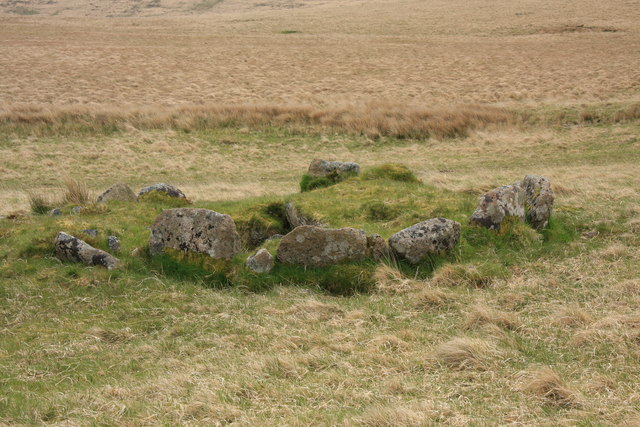
Cairn 4
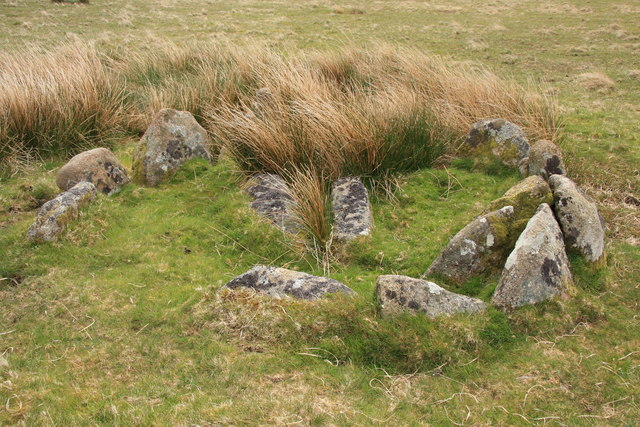
Cairn 5

In der Nähe liegt die Steinkiste Joan Ford’s Newtake.